# Don Metz
Donald Maurice Metz (* 10. Januar 1916 in Wilcox, Saskatchewan; † 16. November 2007 ebenda) war ein kanadischer Eishockeyspieler, der im Verlauf seiner aktiven Karriere zwischen 1935 und 1949 unter anderem 214 Spiele für die Toronto Maple Leafs in der National Hockey League auf der Position des rechten Flügelstürmers bestritten hat. In Diensten der Toronto Maple Leafs gewann Metz zwischen 1942 und 1949 insgesamt fünfmal den Stanley Cup – davon vier Stück gemeinsam mit seinem zwei Jahre älteren Bruder Nick Metz.

## Karriere
Metz, der in Wilcox in der Provinz Saskatchewan geboren wurde, folgte seinem zwei Jahre älteren Bruder Nick bereits in seiner Jugend nach Toronto und besuchte dort die St. Michael’s College School. Die Saison 1935/36 verbrachte er bei den Toronto St. Michael’s Majors in den Juniorenligen der Ontario Hockey Association, für die Nick bereits zwischen 1932 und 1934 gespielt und von da den Sprung zu den Toronto Maple Leafs in die National Hockey League geschafft hatte. Don Metz spielte in der dieser Saison ebenso für die Toronto Goodyears in den Seniorenligen der OHA. Insgesamt gehörte der rechte Flügelstürmer dem Team bis zum Frühjahr 1939 an und vertrat während dieser Zeit die Mannschaft in den Jahren 1938 und 1939 zweimal im Allan Cup. Zudem schloss er die Spielzeit 1937/38 als Topscorer der OHA ab.
Die Leistungen des Angreifers machten schließlich auch die Toronto Maple Leafs auf ihn aufmerksam, sodass er im Verlauf der Stanley-Cup-Playoffs 1939 für die Mannschaft in der NHL debütierte. Dort war er wieder mit seinem Bruder vereint. Mit Beginn der Saison 1939/40 hatte Metz den Sprung in den Profibereich geschafft, bestritt im Saisonverlauf auch einige Einsätze für die Maple Leafs, aber stand hauptsächlich im Kader des Farmteams, den Pittsburgh Hornets, in der International-American Hockey League. Erst zur Spielzeit 1940/41 stand der Stürmer fest im Kader Torontos und absolvierte mit 14 Scorerpunkten sein bestes NHL-Jahr. Im folgenden Spieljahr gewann Metz mit den Maple Leafs seinen ersten Stanley Cup, wozu er in den Playoffs sieben Punkte in lediglich vier Einsätzen beisteuerte. Metz rückte erst beim Stand von 3:0 nach Spielen für die Detroit Red Wings in Torontos Aufgebot, wodurch er seine sieben Punkte allesamt in den verbleibenden vier Finalspielen sammelte, die alle zu Gunsten der Maple Leafs endeten. Unter den sieben Punkten, die ihm noch den neunten Platz in der Scorerwertung der Playoffs bescherten, befand sich ein Hattrick im fünften Spiel der Finalserie.
Metz’ Aufstreben im Kader der Toronto Maple Leafs wurde jedoch durch die Einberufung in die Royal Canadian Army aufgrund des Zweiten Weltkriegs im Jahr 1942 jäh unterbrochen. Er leistete seinen Militärdienst über drei Jahre in der Army und der Air Force ab, wobei er sporadisch für die Eishockeyteams der Militärbasen in Regina und Toronto spielte. Er in den Stanley-Cup-Playoffs 1945 kehrte der Offensivspieler in das Aufgebot der Toronto Maple Leafs zurück und feierte seinen zweiten Stanley-Cup-Gewinn nach 1942. Mit Beginn der Saison 1945/46 pendelte Metz für die folgenden vier Jahre stets zwischen Toronto NHL-Kader und dem Kader der Pittsburgh Hornets in der inzwischen umbenannten American Hockey League. Obwohl er immer wieder zwischen NHL und AHL pendelte gewann er in den Jahren 1947, 1948 und 1949 drei weitere Cups. Der Titelgewinn im Jahr 1947 bescherte ihm zudem seine einzige Einladung zum NHL All-Star Game als Mitglied der amtierenden Meistermannschaft, die gegen eine zusammengestellte Auswahl der restlichen Teams der Liga antrat. 
Nach dem insgesamt fünften Triumph – was neben ihm nur Turk Broda und Theodore Kennedy im Trikot Torontos gelang – und 214 NHL-Spielen beendete Metz im Sommer 1949 im Alter von 33 Jahren seine aktive Karriere. Er kehrte in seine Geburtsstadt Wilcox zurück, wo er bis zum Ende der 1980er-Jahre die elterliche Farm bewirtschaftete. Im Jahr 1983 wurde er gemeinsam mit seinem Bruder in die Saskatchewan Sports Hall of Fame aufgenommen. Metz verstarb im November 2007 im Alter von 91 Jahren in Wilcox.

## Erfolge und Auszeichnungen
| - 1938 Topscorer der Ontario Hockey Association - 1942 Stanley-Cup-Gewinn mit den Toronto Maple Leafs - 1945 Stanley-Cup-Gewinn mit den Toronto Maple Leafs - 1947 Stanley-Cup-Gewinn mit den Toronto Maple Leafs | - 1947 Teilnahme am NHL All-Star Game - 1948 Stanley-Cup-Gewinn mit den Toronto Maple Leafs - 1949 Stanley-Cup-Gewinn mit den Toronto Maple Leafs - 1983 Aufnahme in die Saskatchewan Sports Hall of Fame |

## Karrierestatistik
(Legende zur Spielerstatistik: Sp oder GP = absolvierte Spiele; T oder G = erzielte Tore; V oder A = erzielte Assists; Pkt oder Pts = erzielte Scorerpunkte; SM oder PIM = erhaltene Strafminuten; +/− = Plus/Minus-Bilanz; PP = erzielte Überzahltore; SH = erzielte Unterzahltore; GW = erzielte Siegtore; 1 Play-downs/Relegation; Kursiv: Statistik nicht vollständig)